# Протерий (Павлопулос)
Митрополи́т Проте́рий (греч. Μητροπολίτης Προτέριος, в миру Стилиано́с Павло́пулос, греч. Στυλιανός Παυλόπουλος; 28 июля 1946, Коронос — 20 октября 2021) — епископ Александрийской православной церкви, титулярный митрополит Диоспольский (2014—2021).

## Биография
Родился 28 июля 1946 года в посёлке Коронос на острове Наксосе, в Греции.
Окончил Богословскую школу Афинского университета и аспирантуру Даремского университета в Великобритании, где специализировался в области патристики.
12 декабря 1972 года митрополитом Аксумским Мефодием (Фуйасом) был рукоположен в сан диакона, а 13 декабря им же — в сан пресвитера. Служил в Эфиопии, на Мальте, в Англии, ЮАР и Греции. Он основывал новые приходы и школы, направлял образовательную работу, преуспевал в делах пастырских и благотворительных.
22 февраля 2001 был решением Священного Синода Александрийского Патриарха избран правящим архиереем Дар-эс-Саламской митрополии в границах восточной Танзании.
3 марта 2001 года хиротонисан в сан епископа Дар-эс-Саламского с возведением в достоинство митрополита. Хиротонию возглавил Патриарх Пётр VII.
27 октября 2004 года назначен управляющим Птолемаидской митрополией.
26 ноября 2014 года почислен на покой с титулом митрополита Диоспольского.
Скончался 20 октября 2021 года.